# Dendrophthora bermejae
Dendrophthora bermejae là một loài thực vật có hoa trong họ Santalaceae. Loài này được Kuijt, Carlo & Aukema mô tả khoa học đầu tiên năm 2005.